# Hedworth Jolliffe (2e baron Hylton)
Hedworth Hylton Jolliffe, 2e baron Hylton (23 juin 1829 - 31 octobre 1899), est un homme politique et pair héréditaire britannique.

## Biographie

### Jeunesse
Hylton est le deuxième fils de William Jolliffe, 1er baron Jolliffe et Eleanor Paget. Il fait ses études au Collège d'Eton et à l'Oriel College, à Oxford.

### Vie publique
En 1849, il rejoint le 4th Queen's Own Hussars et sert dans la guerre de Crimée, où son frère aîné est tué à Sébastopol. Il est présent à la charge de la brigade légère. Il prend sa retraite de l'armée en 1856, après son élection au Parlement.
Il est élu à la Chambre des communes pour Wells en 1855, siège qu'il occupe jusqu'en 1868.
En 1870, il succède à son père comme second baron Hylton et entre à la Chambre des lords .

### Vie privée
Lord Hylton épouse sa cousine, Lady Agnes Mary Byng, fille de George Byng, 2e comte de Strafford, en 1858. Leur divorce est une cause célèbre . Ils ont des fils et une fille, Agatha Eleanor Augusta Jolliffe, qui épouse Ailwyn Fellowes, 1er baron Ailwyn.
Lord Hylton s'est remarié à Anne, fille d'Henry Lambert, qui est la deuxième épouse et la veuve de Edwin Wyndham-Quin, 3e comte de Dunraven et Mount-Earl ,.
Il meurt en octobre 1899, âgé de 70 ans, et est remplacé dans ses titres par son fils survivant Hylton Jolliffe, 3e baron Hylton.

## Famille
Il épouse en premières noces, le 30 décembre 1858, Lady Agnes Mary Georgiana Byng (1833-1878), fille de George Byng, 2e comte de Strafford et de Lady Agnes Paget. Ils ont trois enfants :
- Mabel Jolliffe (février 1861 - février 1861), célibataire, sans enfants ;
- Hylton Jolliffe, 3e baron Hylton (10 novembre 1862 - 26 mai 1945) épouse Lady Alice Adeliza Hervey (9 mars 1875 - 27 août 1862), dont descendance ;
- Agatha Eleanor Augusta Jolliffe (18 octobre 1863 - 9 juillet 1938) épouse Ailwyn Fellowes, 1er baron Ailwyn (10 novembre 1855 - 23 septembre 1924), dont descendance.

Il épouse en secondes noces, le 26 avril 1879, Anne Lambert (1840-1917), fille  Henry Lambert et de Catherine Talbot. Ils n'ont pas d'enfants.

## Distinctions

### Décorations
- Médaille du jubilé d'or de Victoria (21 juin 1887)
- Médaille du jubilé de diamant de Victoria (20 juin 1897)